# Mlýny (Kytlice)
Mlýny (německy Hillemühl 2.Teil) je vesnice, část obce Kytlice v okrese Děčín. Nachází se asi 2,5 km na západ od Kytlic. Mlýny leží v katastrálním území Kytlické Mlýny o rozloze 8,87 km².

## Historie
První písemná zmínka o vesnici pochází z roku 1670.

### Železniční nehoda v roce 1975
Dne 24. srpna 1975 došlo k ujetí železničních vagónů naložených uhelným prachem z vlakové zastávky směrem na Českou Kamenici. Vagóny ihned za zastávkou narazily do lokomotivy stojící na identické koleji; strojvedoucí však duchapřítomně lokomotivu rozjel ve stejném směru, aby prudkost nárazu snížil. Vzhledem k prudkému sklonu trati se mu však nepodařilo vagóny zastavit a souprava se i přes intenzivní brzdění lokomotivy prohnala obrovskou rychlostí Horní Kamenicí, Českou Kamenicí a Markvarticemi až k Benešovu nad Ploučnicí. Za Markvarticemi samovolně vykolejily první vagóny, které zdemolovaly kolejový vršek. Vlak se podařilo zabrzdit až před Benešovem nad Ploučnicí.

## Obyvatelstvo
| | 1869 | 1880 | 1890 | 1900 | 1910 | 1921 | 1930 | 1950 | 1961 | 1970 | 1980 | 1991 | 2001 | 2011 |
| --- | ---- | ---- | ---- | ---- | ---- | ---- | ---- | ---- | ---- | ---- | ---- | ---- | ---- | ---- |
| Obyvatelé | 555  | 512  | 486  | 529  | 611  | 512  | 475  | 225  | 177  | 121  | 102  | 56   | 77   | 88   |
| Domy | 69   | 76   | 75   | 76   | 81   | 87   | 89   | 106  | .    | 41   | 37   | 37   | 68   | 72   |
| Údaje z let 1950 a 1961 zahrnují data místní části Hillův Mlýn. Počet domů z roku 1961 je zahrnut v domech místní části Kytlice. |      |      |      |      |      |      |      |      |      |      |      |      |      |      |

## Turistika
Obcí prochází Naučná stezka Okolím Studence, a zelená turistická značka z Chřibské do Nového Boru, a začíná zde žlutá značka do Kamenického Šenova a Žandova. Asi 1 km jižně od vesnice prochází turistický okruh okolím Prysku. Na území obce se nachází Lesní divadlo Mlýny.

## Doprava
Vesnicí prochází silnice třetí třídy III/26332, která spojuje sídlo s Českou Kamenicí a Kytlicemi. Dále zde probíhá železniční trať Děčín–Rumburk, uprostřed obce se nachází vlaková zastávka Mlýny. Zastávku obsluhuje 9 párů osobních vlaků ve dvouhodinovém taktu, ve všední den odpoledne jsou vloženy další dva páry spojů.

## Pamětihodnosti
- Venkovský dům čp. 8, kulturní památka